# Muito Barulho por Nada

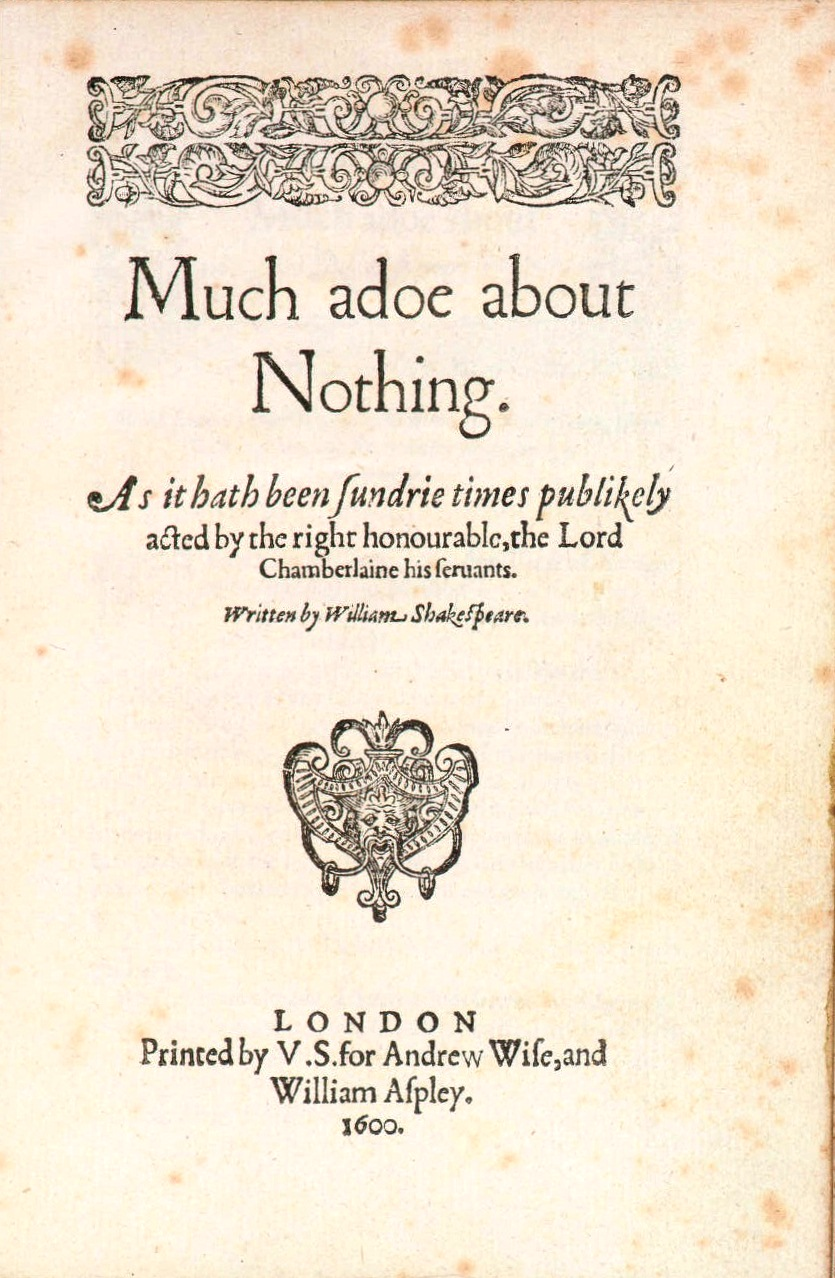
Primeira página da versão do quarto do Much Ado About Nothing.

Muito Barulho por Nada (em inglês:  Much Ado About Nothing), é uma comédia de autoria de William Shakespeare, que tem como cenário a cidade de Messina (Sicília), tendo sua primeira apresentação em 1598/1599. É considerado um dos textos mais hilariantes de Shakespeare.
A trama gira em torno do casal de namorados, Cláudio e Hero, que tiveram consentimento para casarem-se. O melhor amigo de Cláudio, Benedito, está apaixonado pela bela porém venenosa Beatriz, mas não ousa reconhecer seu amor por ela.  Beatriz está na mesma situação. Os dois vivem discutindo e brigando. Cláudio, Hero, Dom Pedro de Aragão, entre outros resolvem divertir-se com a situação dos apaixonados. Eles dizem para Beatriz que Benedito está apaixonado por ela, e dizem para Benedito que Beatriz está apaixonada por ele e os dois acabam virando namorados. Tudo acontece enquanto o malvado Dom João, irmão bastardo de Dom Pedro, planeja beijar Margarida na frente de Cláudio, para que ele achasse que fosse sua amada Hero. Cláudio, quando vê a cena, realmente acha que Hero estava o traindo, e briga com ela. No final, tudo fica esclarecido e Cláudio e Hero se casam, assim como Beatriz e Benedito.

## Personagens
- Dom Pedro, príncipe de Aragão.
- Dom João, meio irmão de Dom Pedro.
- Cláudio, jovem fidalgo de Florença.
- Benedito, jovem fidalgo de Pádua.
- Baltasar, criado de Dom.
- Boraquio e Conrado, seguidores de Dom João.
- Leonato, governador de Messina e tio de Beatriz.
- Hero, filha de Leonato.
- Beatriz, sobrinha de Leonato.
- Antônio, irmão de Leonato
- Margarida e Úrsula, criadas de quarto de Hero.
- Frei Francisco, um padre.
- Dogberry, condestável.
- Verges, funcionário.
- A Sexton, o juiz do julgamento de Borachio.
- The Watch, sentinelas de Messina.
- Atendentes, mensageiros, um escrivão e um pajem.